# Eunoe clarki
Eunoe clarki är en ringmaskart som beskrevs av Pettibone 1951. Eunoe clarki ingår i släktet Eunoe och familjen Polynoidae. Inga underarter finns listade i Catalogue of Life.